# Francisco Clavel Gil
Francisco Clavel Gil (ur. 3 grudnia 1935 w Tlacotepec) – meksykański duchowny katolicki, biskup pomocniczy Meksyku w latach 2001-2013.

## Życiorys
Święcenia kapłańskie przyjął 29 czerwca 1959 i został inkardynowany do archidiecezji meksykańskiej. Po święceniach został prefektem niższego seminarium w Meksyku. W 1969 został sekretarzem kardynała Miguela Mirandy Gómeza. W następnym roku został skierowany do Papieskiego Uniwersytetu Salezjańskiego w Rzymie na studia pedagogiczne. Ukończył je dwa lata później z tytułem licencjata.
Po powrocie do Meksyku był m.in. prorektorem seminarium, dyrektorem Centrum Formacji Apostolskiej dla świeckich, wikariuszem biskupim oraz kanonikiem kapituły archidiecezjalnej.

### Episkopat
27 czerwca 2001 został mianowany przez papieża Jana Pawła II biskupem pomocniczym archidiecezji meksykańskiej ze stolicą tytularną Macomades. Sakry biskupiej udzielił mu 15 sierpnia tegoż roku ówczesny arcybiskup Meksyku, kard. Norberto Rivera Carrera. Jako biskup odpowiadał za Wikariat V pw. św. Piotra Apostoła.
28 maja 2013 przeszedł na emeryturę.